# Совка готическая
Совка готическая (лат. Orthosia gothica) — ночная бабочка из семейства совок.

## Имаго
Размах крыльев составляет 33—39 мм. Окраска передних крыльев варьирует от фиолетово-серого или пурпурно-коричневого до буро-серого и зеленовато-серого. В медиальной ячейке между внутренней поперечной перевязью и почковидным пятном крупное чёрно-бурое пятно, напоминающее по форме букву еврейского алфавита нун. Заднее крыло светло-коричневое, у корня осветлено.

## Яйцо, гусеница и куколка
Полусферическое яйцо серого цвета со множеством продольных рёбер. Центральное пятно и место перевязки тёмно-красные. Гусеницы жёлто-зелёного цвета, имеют небольшие жёлтые точки, тонкие белые линии по центру спины, по бокам очень широкие и чётко очерченные белые полосы и беловатые дыхальца. Красно-коричневая куколка имеет два изогнутых крючка на кремастере (специальное утолщение на конце брюшка).

## Похожие виды
Совка готическая внешне неотличима от восточно-азиатского вида Orthosia askoldensis. В этом случае для точного определения необходимо исследование половых органов.

## Распространение
Ареал вида простирается от Пиренейского полуострова через все страны Европы до Восточной Азии, включая Японию. На севере её можно найти за Полярным кругом. Южная граница проходит по северной границе Средиземноморья через Малую Азию на восток. В горах встречается на высоте до более чем 2000 метров над уровнем моря. Совка готическая населяет лесные опушки, поляны, болота, кустарниковые луга, культурные и антропогенные ландшафты.

## Образ жизни
Бабочки активны в сумеречное и ночное время, предпочитают питаться на цветках ивы. Лёт продолжается с марта по май. Некоторые из бабочек летают в феврале, даже при низких температурах. Гусеницы живут в мае и июне. Они питаются листьями различных растений, таких как ива ушастая, граб обыкновенный, каштан посевной, дуб красный, крапива двудомная, щавель кислый, тёрн, ежевика кустистая, шиповник, черника и другие. Окукливание и зимовка происходит в норке в земле.

## Подвиды
Orthosia gothica имеет два подвида:
- Orthosia gothica gothica — на большей части ареала,
- Orthosia gothica jezoensis Matsumura, 1926 — на Дальнем Востоке, Сахалине, Курильских островах и севере Японии.